# 浅草駒太夫
浅草駒太夫（あさくさこまだゆう、1941年2月22日 - 2023年5月22日）は、日本のストリッパー。1960年代後半から1970年代初めに一条さゆり、桐かおるらと共にストリップ御三家と言われ、花魁ショーで一世を風靡した。本名は斉藤久子。

## 経歴
1941年2月22日、岩手県宮古市で5人兄妹の長女として生まれ、戦後すぐに父の実家のある青森県八戸市に移る。9歳の時父親が死んでからは、母が朝から行商をして夜中は針仕事をして、一家の生計を立てるという貧しさの中で過ごす。久子は「朝は家と奉公先の食事の支度をしてから、妹を背負って学校に行き、帰りにはまた奉公先で掃除や洗濯をして帰ってくる。妹や弟たちの面倒で学校も満足に通えませんでした」と言っている。
1956年に中学を卒業すると、美空ひばりに憧れて歌手になりたかったことと、貧しい家計を助けるためにと家出をして東京へ向かう。「母は朝から晩まで働いて、夜中にお裁縫してそのくり返し。歌手になれば母を楽にできる」という思いであったが、一度は警察に補導されて八戸に返され、二度目の家出で東京のバーで住み込みで働くことができた。その他、小料理店やキャバレーなどを転々とする。その店の一つで知り合った男性と付き合い始めたが、やがて別れることになり手切れ金として15万円をもらう。その金で八戸から母と2人の妹を呼び寄せて、都内で4人暮らしを始める。
1957年、お金も底をつき始めたため、はがきを出して新聞の無料広告欄に文章を載せた。
| 「 | 五万円でわたしを買ってください。わたしはニ十歳。身長160センチ、体重50キロ。美人。 | 」 |

当時の5万円は今では100万円以上の価値があり、年は実際はまだ16歳の時で、連絡先の電話は住んでいたアパートの下の八百屋にしてもらい、そこから呼び出してもらうことにした。かかってくる電話は冷やかしや「愛人になって」という内容ばかりであったが、その中にコメディアンで、ストリップの興行師もしているという佐山淳という男がいた。久子より18歳年上の佐山は後年、自らを「女のヒモ」と名乗るようになった芸人の一人で、「歌手になるより裸になった方が、手っ取り早く金が稼げるぞ」と、ストリッパーになることを久子に薦める。その時、すでに佐山には他のストリッパーとの間にすでに2人の子供がいた。そして迷いのある久子にショーを観せるため、塩原にあるストリップ劇場へ連れて行く。そして久子は、観劇して熱くなる客たちを見てストリッパーになる決心をする。「踊り子と同じように私もスポットライトを当ててもらえる。そのうちに歌を歌わせてもらえるかもしれない」という期待を抱き、当時の金額で1日千円というお金が貰えることにも惹かれた。それからは佐山から踊りの厳しいけいこを課せられたが、それは筋肉痛でトイレでしゃがめなくなるほどのきつい練習であった。
16歳の時、最初の仕事として佐山に伊香保町のヌード・スタジオに連れて行かれる。そこは、客に画用紙とコンテを渡して、裸のモデルを写生してもらうという場所であるが、それは名目だけで実際は客のほとんどは絵など描かず、服を脱ぐとこから始まって、次々とポーズをとるモデルを鑑賞するという当時の風俗である。客のほとんどはモデルが足を組みなおしたりなど、ポーズを変えた時に一瞬見えるのを目当てで訪れていた。
1958年、17歳で沼田市にあったストリップ劇場の川原湯温泉美人座でロマンス・チャコという芸名でデビュー、1年ほどその劇場の専属の踊り子として舞台に立つ。
6月、香山比佐子という名前で浅草のロック座の舞台に上がるが、本場東京の劇場での振り付けについていけず、技術の差を痛感する。そして日本全国のストリップ劇場や、キャバレーを回る生活を送る。
1959年、18歳で女の子を出産して佐山と籍を入れる。
1960年から2年間、衣装や化粧道具などを詰めた大きなトランクを持ち、東海地方を中心にキャバレー回りをする。当時のキャバレーでは裸になってダンスをするフロアショーが盛んに行なわれていた。ストリップ劇場と違うところは、バンドの生演奏で踊り、そのまま客席を回りながら、チップなども貰えたことだった。また成人映画専門の映画館でも上映の合間にストリップをやっていて、そこに乗ることも多かった。当時、劇場でヒロセ元美やジプシー・ローズとも一緒となることもあった。
1964年11月、品川区にあったストリップ劇場で公然わいせつ罪の疑いで、初めて荏原警察署に逮捕される。それまでの久子は踊りを中心とした正統派のストリップをしており、オープンと言われるご開帳は行っておらず、チラリズムの中での振り付けで見せていた。しかし、そのことを何度弁解しても聞き入れてはもらえず、留置は10日間にも及んだ。
1964年、男の子を出産する。
1965年、24歳の時、『葵浮世絵ショー』という一座を組み、芸名を葵比佐子とし、洋舞が主流のストリップ界に異色の日本舞踊を持ち込んだ。その修行のため1ヶ月間、料亭『松葉屋』で行われている花魁の催しを観劇、研究するために通いつめた。一座には22歳の妹の葵杏子と15歳の妹の葵梨香を入れたが、この2人にストリッパーになることを薦めたのは久子の母であった。この実の妹の他に23歳と22歳、17歳の3人のストリッパーを加え、葵麻理、葵由美、葵佳津子と名乗らせ、姓は葵で統一した。一番人気は佐山の愛人でもあった麻理で、単独でも他の劇場に上がることができ、後にビートたけしの師匠のコメディアン、深見千三郎と結婚した。そしてアルコール依存症になって36歳の若さで他界した。ビートたけしの書いた、いくつかの書籍にも志の川亜矢という名前で登場しており、1988年に放送された連続テレビドラマ、『浅草キッド』（テレビ朝日）では音無美紀子が、Netflixの映画『浅草キッド』（2021年12月9日配信）では、鈴木保奈美が麻理役を演じている。この一座は日舞の他に、芸人でもある佐山のコントや、入浴ショー、行灯の灯りの中でのオナニーショー等も芸に取り入れた。当時はストリップの黄金時代で、車を購入し日本全国に300軒以上はあったストリップ劇場を巡回した。
1967年、和歌山県の中之島劇場で、再び公然わいせつで逮捕される。
それまでは踊って少し陰毛を見せるだけで客席がどっと沸いていたが、時代の流れは踊り子に、より過激なショーを要求し始めるようになる。関西を中心とする「特出し」と言われる女性器そのものを見せる芸が横行し始め、ご開帳の出来ないストリッパーは使わないという劇場も出始める。今までは佐山の考えもあり、一座は踊りという芸で見せるのが信念としてあった。しかし久子たちも熟慮した挙句、2回も逮捕されたこともあって、ご開帳をしなくても捕まるのなら、して捕まった方がまだましだという結論になった。そしてご開帳を芸に取り入れることにより、一座は再び人気を取り戻した。
1971年、30歳の時、葵麻理が抜けたことで、久子は花魁太夫十六代目 浅草駒太夫と改名して座長となり、一座の名前も『葵浮世絵花魁ショー』とする。十六代目の意味は「徳川は15代で終わったので、元禄の吉原の花魁を踊るのなら16代目を名のりなさい」と作家の久保田万太郎に言われたこと、久子が昭和16年生まれであること、16歳でデビューしたからなど理由が諸説ある。駒は川端康成の小説、『雪国』の主人公、駒子からとった。花魁のかつらは櫛や簪がいっぱいついて、衣装も当時、一揃い150万円もする本格的なものだった。
1972年、一座に新たに葵玲子が加入する。杏子と梨香以外は従妹ということにして、姉妹、従妹の一座ということを売りにした。そして衣装の他、鍋、釜、布団等の生活用品を積み込んだキャンピングカーを含む、車4台を連ねた一行9名で日本全国を回る。車には「ストリップ日本一、浅草駒太夫、おいらんショー来る」と書かれた横断幕が張られていた。佐山は、この時代の巡業の様子を『啞々・素図裸婦考 ドサ回り二十年』（1974年8月1日）『続・ドサ回り二十年 裸女たちの詩』（1975年7月1日、共に芸報ジャーナル出版）という2冊の書物に著している。久子は「妹たちと、あの頃は楽しかったと話し合うんです。ワゴン車を海岸に停めて、お魚や貝や肉を買ってきて焼いて食べたり、パンツ一つで海水浴をして木陰で昼寝したり」と回想しており、好んでこの時期の全国行脚を「ドサ回り」と表現している。
この頃から高校を中退した久子の長女、葵真樹が一座に加わる。真樹にストリッパーになることを薦めたのは、やはり久子の母で、高校を中退してぶらぶらしていた真樹に、何もしないでぐれたりするよりは、久子の眼に届く所にいた方がよいとの判断であった。真樹はストリッパーにもかかわらず、着衣は脱がず踊りだけの担当であった。
一座で『葵芸能企画』という有限会社を作り、『芸報ジャーナル』というストリップ業界専門の新聞や情報誌、『月刊裸舞・らぶ』を発行した。これは全国のストリップ劇場で販売されたが、自分たちの花魁ショーを宣伝するためでもあった。文章は著述家でもあった佐山の他、学生アルバイトなども数名雇用しており、後に写真家として大成した原芳市も社員の一人であった。
1975年9月、大阪の東洋ショー劇場で公然わいせつで曽根崎警察署に逮捕される。
1976年2月、実の妹である葵梨香が結婚して一座を抜ける。
7月、信用金庫から千五百万円の借金をして、事務所も兼ねた家を建てる。1人のストリッパーに対して、これだけの大金を信用金庫が貸したということが、マスコミに大きく取り上げられた。その頃は一座で月に百万から二百万円の収入があり、信頼を取り付けることが出来た。
1977年、神奈川の大和ミュージック劇場で公然わいせつで大和警察署 (神奈川県)に逮捕される。
この頃、久子は当時、大流行していたテレビゲーム、『スペースインベーダー』を設置した喫茶店の経営もしており、翌1978年3月には東京都産業労働局から営業許可をもらい、貸金業、『ローン・アオイ』も始め、4月には、埼玉にあったストリップ劇場の草加ミュージック劇場を引き取り経営にあたる。葵芸能企画も含めて実際は夫の佐山の事業であったが、表向きは久子が経営にあたっているとマスコミには喧伝された。これらの事業も、信用金庫からの借金で始めた。
しかしストリップ業界はより過激になる一方で、張形を使ったり、白黒ショーという男女のダンサーによる性行為を見せたり、客を舞台に上げて踊り子とセックスをするマナ板ショー等が全盛となり、芸で見せる久子たちは追いつめられていく。佐山は一座にこれと同じことをさせるわけにはいかないとの考えで、1979年3月31日に、引退興行を行って一座を解散させることを決意する。「ストリップがストリップでなくなり、単なる風俗店と化してしまったことに対する三行半である」と、当時38歳であった久子は言っている。引退の場は自身が経営する草加ミュージック劇場で、発起人として名前を連ねたのは、井上ひさし、小沢昭一、小松方正、駒田信二、関敬六、荒木経惟、内田茂、桐かおる、木下華声、小林重四郎、田中小実昌、竹中労、玉川良一、天の夕づる、吉村平吉、淀橋太郎、前田勝之助、南博、佐山俊二といった人たちで、これらの著名人が次々に舞台に上がって労いの言葉を贈った。しかしその後はファンの要望もあって、自分の劇場に限定して土、日曜日だけ出演を続けた。
1986年、事業が回らなくなって借金が嵩み、その返済のため池袋にあったスカイ劇場でひっそりと復帰する。しかし年齢的にも全盛を過ぎ、マナ板ショーなど当時は当たり前の出し物はしなかったため、客の受けも悪く楽屋でも過激なショーをこなす踊り子と一緒になることに、肩身の狭い思いをする。
1987年2月、佐山が前支配人に乞われて、渥美清や萩本欽一、坂上二郎、ツービートといった錚々たる芸人が修業を積んだ浅草フランス座の支配人となった。劇場は改装して再開し、その最初のショーとして久子の花魁ショーを行い、浅草駒太夫は完全復活する。そして、その劇場の中にある喫茶店のママも兼任する。
1992年、佐山と他のストリッパーとの間にできたという二十歳の娘が突然現れ、踊り子になりたいと志願する。それを久子が特訓して二代目浅草駒太夫を襲名させ、久子自身は自分の名を初代姿乃とし、舞台で母娘の共演という形も実現させた。
1996年11月、浅草フランス座の近くに飲食店、『喫茶ベル』を開業する。
1998年4月11日から、フランス座で57歳で10日間の引退公演を行う。その2度目の正式な引退のニュースは朝日新聞、毎日新聞、読売新聞等の大手一般新聞でも扱われ、一回目の引退よりも大きく報道された。これには小沢昭一が「世の中変わりましたなぁ。浅草駒太夫さんの引退報道が、大女優の引退よりも大きく扱われたんですから。画期的なことです」と語った。
2001年1月、夫の佐山を癌で失い、久子自身は喫茶店の経営に専心する。
2023年5月22日、敗血症のため死去。82歳没。

## 花魁ショー
- 舞台の始まりは、きらびやかな屏風の前に久子を中心に両端を一座の女性たちが座布団の上に座っており、全員豪華な花魁の衣装を身に着けている。久子は長襦袢に俎板帯(まないたおび)の金襴緞子(きんらんどんす)の衣装で、14本もの簪を挿した日本髪かつらをつけている。その衣装の重さだけで30キロはある。客の1人を舞台に招いて、久子が酒やたばこを勧めるという吉原遊廓を再現し、盛り上がってきたとこで踊りに入る。徐々に脱いでいき音楽や照明で雰囲気を盛り上げて、スポットライトの当てられた赤い布団の上でオナニーショーをして、最後に全員がご開帳をする。大きな劇場では入浴ショーをすることもあり、長襦袢や腰巻を徐々に脱いでいき、竹垣に掛けていき、その三方囲まれた竹垣の中には盥と桶が置いてあり、その中で久子が行水をする。そして客の一人を舞台に上げて体を流させたり、拭かせたりするといった趣向であった。1979年の引退公演では長唄の『黒髪』をバックに、妹と娘を禿にして、三枚歯の下駄で外八文字で歩く花魁道中を再現した[2][6][3][14]。
- 一橋大学社会学部教授の南博が主催していた非営利団体『伝統芸術の会』の催しもので、2番目の動員記録を作ったのが浅草駒太夫の花魁ショーのストリップで、満員札止めの盛況となったことがあった。この上演では井上ひさしが解説を行い、小沢昭一は名企画だと称賛したが、永六輔は「もし警察の手入れがあったら、主催者の南先生は手錠ものです」と心配の色を隠せなかった[22]。作家の田中小実昌は「一条さゆりも凄かったが、駒太夫のベッド・ショーも彼女と並ぶ一流中の一流[16]」と絶賛している。

## 引退後の主な活動
舞台
- 浅草だ!文句あるか!!（花魁ショー2002年4月24日、浅草ビューホテル）
- 六区はあるき（花魁ショー、2005年1月6日、シアターΧ）
- 浅草、あの頃。（花魁ショー、2006年1月10、15日、シアターΧ）
- サディスティックサーカス（花魁ショー、2010年7月17日、Shibuya O-EAST）
- サディスティックサーカス（花魁ショー、2011年10月2日、麻布十番 WAREHOUSE702）
- 浅草駒菊会（浅草ROX、2012年8月25日）
- サディスティックサーカス（花魁ショー、2012年9月29日、新宿FACE）
- サディスティックサーカス（花魁ショー、2013年9月15日、新宿FACE）
- サディスティックサーカス（花魁ショー、2014年9月14日、新宿FACE）
- 浅草駒菊会（浅草ROX、2014年11月21日）
- サディスティックサーカス（花魁ショー、2016年9月24日、ディファ有明）
- 天宝ふく丸 宝来公演（花魁ショー、2016年10月30日、木馬亭）
- サディスティックサーカス（花魁ショー、2017年9月9日、ディファ有明）
- 裸と笑いの殿堂・フランス座を語る会（花魁ショー、2017年3月18日、浅草フランス座演芸場東洋館）

テレビ
- 出没!アド街ック天国（『喫茶ベル』の紹介、2009年3月7日、テレビ東京）
- ゴゴスマ -GO GO!Smile!-（『喫茶ベル』の紹介、2015年10月20日、TBSテレビ）
- 1億人の大質問!?笑ってコラえて!（『喫茶ベル』の紹介、2016年1月27日、日本テレビ）
- 昼めし旅 〜あなたのご飯見せてください!〜（『喫茶ベル』の紹介、2016年2月12日、テレビ東京）